# Соколова Балка
Соколо́ва Ба́лка — село в Україні, у Нехворощанській сільській громаді Полтавського району Полтавської області. Населення становить 1084 осіб. Колишній орган місцевого самоврядування — Соколово-Балківська сільська рада.

## Географія
Село Соколова Балка примикає до села Андріївка. У північно-східній частині села бере початок річка Суха Маячка.

## Населення

### Мова
Розподіл населення за рідною мовою за даними перепису 2001 року:
| Мова       | Кількість | Відсоток |
| ---------- | --------- | -------- |
| українська | 1047      | 96.59%   |
| російська  | 34        | 3.13%    |
| румунська  | 3         | 0.28%    |
| Усього     | 1084      | 100%     |

## Історія
Село веде свою історію ще з козацьких часів, засноване поселенням козаків, які були на охороні.

## Економіка
- Молочно-товарна ферма.
- ТОВ «Сокіл», ім. Шевченка.

## Об'єкти соціальної сфери
- Школа.
- Будинок культури.

## Відомі люди
- Костяний Степан Порфирійович — український письменник.